# Аурора (Румунія)
Аурора (рум. Aurora) — село у повіті Мехедінць в Румунії. Входить до складу комуни Кужмір.
Село розташоване на відстані 252 км на захід від Бухареста, 54 км на південний схід від Дробета-Турну-Северина, 71 км на захід від Крайови.

## Населення
За даними перепису населення 2002 року у селі проживали 811 осіб. Усі жителі села рідною мовою назвали румунську.
Національний склад населення села:
| Національність | Кількість осіб | Відсоток |
| -------------- | -------------- | -------- |
| румуни         | 802            | 98,9%    |
| цигани         | 9              | 1,1%     |